# آگوستینو بورگاتو
آگوستینو بورگاتو (ایتالیایی: Agostino Borgato؛ ۳۰ ژوئن ۱۸۷۱ – ۱۴ مارس ۱۹۳۹) یک هنرپیشه اهل پادشاهی ایتالیا بود.
صدا و چهرهٔ خاص او ناشی از بیماری آکرومگالی بود.
از فیلم‌ها یا برنامه‌های تلویزیونی که وی در آن نقش داشته‌است می‌توان به سه تفنگدار، قتل‌های خیابان مورگ، مرغ بهشت، رز ماری، لویدز لندن، فایرفلای، دختر شانگهای و خانم سوئیسی اشاره کرد.